# Júnior Tavares
Carlos Eugenio Júnior Tavares dos Santos (Porto Alegre, 7 agosto 1996) è un calciatore brasiliano, difensore dell'Omonia Aradippou.

## Caratteristiche tecniche
Terzino sinistro potente fisicamente, dotato di una buona visione di gioco e abile nell'uno contro uno, può essere impiegato anche come esterno di centrocampo.

## Carriera

### Club
Ha esordito il 14 maggio 2015 in un match di Coppa del Brasile vinto 3-1 contro il CRB.
Il 16 luglio 2018 passa in prestito di un anno con diritto di opzione alla Sampdoria. Esordisce in maglia blucerchiata il 26 gennaio 2019 nella partita casalinga vinta 4-0 contro l'Udinese, subentrando al posto di Nicola Murru.

## Statistiche

### Presenze e reti nei club
Statistiche aggiornate al 27 maggio 2018.
| Stagione         | Squadra          | Campionato       | Campionato | Campionato | Coppe nazionali | Coppe nazionali | Coppe nazionali | Coppe continentali | Coppe continentali | Coppe continentali | Altre coppe | Altre coppe | Altre coppe | Totale | Totale | Totale |
| Stagione         | Squadra          | Comp             | Pres       | Reti       | Comp            | Pres            | Reti            | Comp               | Pres               | Reti               | Comp        | Pres        | Reti        | Pres   | Reti   |        |
| ---------------- | ---------------- | ---------------- | ---------- | ---------- | --------------- | --------------- | --------------- | ------------------ | ------------------ | ------------------ | ----------- | ----------- | ----------- | ------ | ------ | ------ |
| 2015             | Grêmio           | A+GAU            | 2+8        | 0          | CB              | 1               | 0               | -                  | -                  | -                  | -           | -           | -           | 11     | 0      |        |
| 2016             | Joinville        | B                | 7          | 0          | CB              | 1               | 0               | -                  | -                  | -                  | -           | -           | -           | 8      | 0      |        |
| 2017             | San Paolo        | A+PAU            | 23+14      | 0          | CB              | 6               | 0               | CS                 | 2                  | 0                  | -           | -           | -           | 45     | 0      |        |
| gen.-giu. 2018   | San Paolo        | A+PAU            | 1+3        | 0          | CB              | 1               | 0               | CS                 | 0                  | 0                  | -           | -           | -           | 5      | 0      |        |
| Totale San Paolo | Totale San Paolo | Totale San Paolo | 41         | 0          |                 | 7               | 0               |                    | 2                  | 0                  |             | -           | -           | 50     | 0      |        |
| 2018-2019        | Sampdoria        | A                | 3          | 0          | CI              | 0               | 0               | -                  | -                  | -                  | -           | -           | -           | 3      | 0      |        |
| Totale carriera  | Totale carriera  | Totale carriera  | 61         | 0          |                 | 9               | 0               |                    | 2                  | 0                  |             | -           | -           | 61     | 0      |        |